# أر-سور-فورمان (آن)
أر-سور-فورمان (بالفرنسية: Ars-sur-Formans)‏ هي بلدية فرنسية تقع في إقليم آن في فرنسا. رمز إنسي لها هو:1021. أما الرمز البريدي لها فهو: 1480.